# Barbara Rudnik
Barbara Rudnik (n. 27 iulie 1958, Kirchen (Sieg) – d. 23 mai 2009, Münsing) a fost o actriță germană.

## Date biografice
Barbara Rudnik, a fost cea mică dintre cele trei fiice ale unui strungar și ale unei croitorese din Kassel. Barbara a  absolvit bacalaureatul mic (10 clase) în Kassel. În 1976 se mută la München, unde va termina școala superioară de actori (HFF München). A luat lecții de actorie în cadrul Zinner Studio unde va apare în producțiile acestuia între anii 1979 - 1980. Printre alții, Barbara Rudnik, a jucat împreună cu Klaus Emmerich și Michel Bentele. În viața privată, artista trăiește între anii 1995 - 2002 împreună cu Bernd Eichinger și scriitorul Philipp Kreutzer, iar din aprilie 2005 cu bucătarul și proprietarul de restaurant Karl Ederer. La 26 aprilie 2008 medicii îi stabilesc Barbarei diagnosticul de  cancer mamar. Din august 2008 Barbara apare din nou în emisiuni TV, ca la 23 mai 2009 să se stingă din viață.

## Filmografie
- 1981: Kopfschuss
- 1983: Anja (TV)
- 1984: Treffer
- 1984: Tausend Augen
- 1985: Funny Morgan (TV)
- 1985: Der Alte – Eine Tote auf Safari (TV)
- 1986: Irgendwie und Sowieso (Fernsehserie)
- 1986: Kein Alibi für eine Leiche
- 1986: Douce France
- 1986: Müllers Büro
- 1986/1988: Der Fahnder (Fernsehserie, 2 Folgen)
- 1987: Der Unsichtbare
- 1988: Meister Eder und sein Pumuckl (Ein Knüller für die Zeitung − Fräulein Ringberg)
- 1989: Peter Strohm (Fernsehserie) – Die Mondscheinmänner
- 1991: Für immer jung (TV)
- 1991: Ins Blaue
- 1992: Rotlicht (TV)
- 1992: Auf Achse (Fernsehserie) – Spielerinnen
- 1994: Die Stadtindianer (Fernsehserie)
- 1995: Der Sandmann (TV)
- 1996: Es geschah am hellichten Tag (TV)
- 1996: Der Parkhausmörder (TV)
- 1997: Ferkel Fritz (TV)
- 1997: In alter Freundschaft (TV)
- 1998: Der Campus
- 1998: Gefährliche Wahrheit (TV)
- 1998: Das Biest vom Bodensee (TV)
- 1998: Im Atem der Berge (TV)
- 1998: Solo für Klarinette
- 1999: Doppeltes Dreieck (TV)
- 2000: Komm, süßer Tod
- 2000: Mein Leben gehört mir (TV)
- 2000: Nicht heulen, Husky (TV)
- 2001: Küss mich, Tiger! (TV)
- 2001: Das Geheimnis – Auf der Spur des Mörders (TV)
- 2002: Ghetto-Kids (TV)
- 2002: Tödliches Vertrauen (TV)
- 2002: Liebling, bring die Hühner ins Bett (TV)
- 2003: Im Schatten der Macht (TV)
- 2003: Tod im Park (TV)
- 2003/2005–2007: Solo für Schwarz (Fernsehserie, 4 Folgen)
- 2004: Die Leibwächterin (TV)
- 2004: Sehnsucht nach Liebe (TV)
- 2005: Oktoberfest
- 2005: Zwei Wochen für uns
- 2005: Drei Schwestern made in Germany (TV)
- 2006: Der fremde Gast (TV)
- 2006: Die Mandantin (TV)
- 2006–2009: Commissario Laurenti (Fernsehserie, 5 Folgen)
- 2007: Der geheimnisvolle Schwiegersohn (TV)
- 2007: Keinohrhasen
- 2009: Der Stinkstiefel (TV)
- 2009: Mörder auf Amrum (TV)

## Premii
- Adolf-Grimme 1996 pentru Sandmann
- Goldene Kamera (Camera de aur), nominalizată pentru filmul Tödliches Vertrauen (2002)
- Goldene Kamera (Camera de aur) pentru cea mai bună actriță germană (2006)